# II. Muvatallisz hettita király
II. Muvatallisz (vagy Muwatalli(š), 𒁹𒉪𒃲 mNIR.GÁL, hurri nevén Šarri-Tešub) a Hettita Birodalom uralkodója, II. Murszilisz halálakor a legidősebb élő fiú. A kádesi csata révén a hettiták egyik legismertebb királya.
II. Muvatallisz az ősi királyi székhely, Hattuszasz helyett új fővárost választott magának, és Tarhuntasszasz városába költözött. A régi fővárosban öccsét, Hattusziliszt nevezte ki kormányzónak. Választásának oka ismeretlen, mindenesetre az ősi Tarhuntasz isten modern változata a hurri eredetű Teszub jelentős szerepet játszhatott életében, hiszen mindkét fiának vele összefüggő hurri nevet adott: Urhi-Teszub és Ulmi-Teszub, valamint a saját hurri neve is Szarri-Teszub volt.
II. Muvatallisz uralkodásáról nagyon kevés írásos anyag maradt fenn. Összesen három hettita dokumentum ismeretes a korából, ebből is az első az akkád nyelvű változata a Halap fejedelmével, Talmi-Szarrumával kötött szerződésnek (CTH#75), emellett ismert Vilusza fejedelmével, Alakszandusszal kötött szerződése és egy levele I. Adad-nirárihoz. Ezen dokumentumok azt mutatják, hogy nyugaton béke volt, Vilusza szilárdan uralta Dardanellák vidékét. Északon Hattuszilisz hadakozott tovább a kaszkákkal, és több győzelmet aratott. Visszafoglalt sok települést Felső-Hattiban. I. Szuppiluliumasz unokaöccse, Arma-Tarhuntasz összeesküvése rövid időre bizalmi válságot okozott Muvatallisz és Hattuszilisz között. A problémát tovább fokozta, hogy II. Murszilisz második felesége, Muvatallisz mostohaanyja birtokolta a Nagy Királyné címet, ami a királyi családon belüli ellentéteket a végletekig fokozta.

## Nyugat
Nyugaton azonban nem maradt békés a helyzet: Ahhijava, Szeha és Millavanda is fellázadt Muvatallisz ellen. Szeha fejedelme, Manapa-Tarhuntasz rövidesen meghalt, utódját, Maszturit Muvatallisz helyezte trónra. Ez az aktus azonban a vazallus fejedelemségek trónjának örökölhető jellegére is mutathat, mivel Maszturi valószínűleg Manapa-Tarhuntasz fia volt. Masztui feleségül kapta Muvatallisz testvérét, Masszanaucciszt.

## Mitanni és Szíria
A nyugati helyzet rendezésével egyidőben keleten is problémák adódtak. Ismeretlen időpontban a Szuppiluliumasz által trónra ültetett Sattiwaza helyét Mitanniban I. Sattuara foglalta el. Deklarálta függetlenségét Hattuszasz felé, ugyanakkor a szakadár törekvéseinek támaszát Asszíriában kereste, amivel elkerülhetetlenül asszír érdekszférába került. Mitanni és Asszíria között nem jött létre együttműködés, ezért I. Adad-nirári – arra hivatkozva, hogy Sattuara hadserege megtámadta, ami az adott helyzetben kevéssé valószínű – Mitanni ellen vonult. Az asszírok elfogták Sattuarát és hűségesküre kényszerítették Assurban. Ettől kezdve Mitannit ismét ősi asszír nevén Hanigalbatnak nevezték.
A szíriai fejedelemségek két legfontosabbja ez időben Kargamis és Halap voltak. Ezeknek királyaival, Szarhurunuvasz és Talmi-Szarruma fejedelmekkel Muvatallisz felújította a Murszilisz által kötött szerződéseket.

## Asszíria
Sattuara fia, Vaszasatta a hurri fővárost áthelyezte a tradicionális Vassukanniból Taite városába, és hettita segítséget kért az asszírok elleni lázadáshoz. Muvatallisz elfogadta Waszasatta ajándékait, de segítséget sosem küldött, aminek következményeként Asszíria teljesen annektálta Hanigalbatot, és közvetlenül határossá vált Hattival. Mitanni megszűnte ugyanakkor közvetlenül veszélyeztette Hatti föníciai pozícióit is, hiszen ettől kezdve egy alig másfélszáz kilométeres földsáv (Karkemistől Szamalig) kötötte össze Anatóliát Észak-Szíriával. A HDT#24A számú agyagtáblán olvasható az a levél, amelyet Muvatallisz küldött Adad-nirárinak, és ebben elismeri Asszíria területfoglalását.

## Fővárosváltás
Muvatallisz ismeretlen okokból elhagyta Hattuszaszt és Tarhuntasszaszba költözött. A régi fővárosban testvére, Hattuszilisz maradt kormányzóként. Az okok keresését megnehezíti az a körülmény, hogy Tarhuntasszasz a mai napig ismeretlen helyen fekszik.
A fővárosban és az attól északra fekvő területeken azonban ez a lépés bizonytalanságokat, lázadásokat és újabb kaszka betöréseket okozott. Hattuszilisz csak több éves hadakozással lett úrrá a helyzeten.

## Egyiptom
Hattuszilisz az északi sikereket és a rendeződő belső helyzetet arra használta ki, hogy rávegye Muvatalliszt egy egyiptomellenes hadjáratra. Túlságosan sokat nem kellett győzködnie Muvatalliszt, mivel Egyiptomban új uralkodó ült a trónon immár öt éve. Amíg I. Széthi gyakorlatilag feladta a föníciai partvidéket, hogy országán belül tegyen rendet, addig utódja, az ifjú II. Ramszesz már uralkodásának negyedik évében, azaz i. e. 1286-ban Szíriában portyázgatott. Győzelmi jelentései alapján azt képzelhetnénk, hogy a fél világot meghódította, s a másik felét vazallusává tette, de valószínűleg legfeljebb néhány kisebb csetepatéba keveredett Palesztina nomád törzseivel és Szíria kisebb városaival.
Ebben a helyzetben a hettiták észak-szíriai pozícióikat védve szükségszerűen hadba vonultak II. Ramszesz ellen, és i. e. 1285-ben megesett a híres kádesi csata.
A kádesi csata mindkét fél részéről nagy veszteségekkel járt, patthelyzetet teremtett a két nagyhatalom között. A béketárgyalások 16 éven keresztül nem jártak sikerrel, de nagy ütközetre soha többet nem került sor Egyiptom és Hatti között. A Kádestől északra eső területek vitathatatlanul Hatti birtokában maradtak, így többek között Amurrú is, amelynek fejedelmét, Bentesinát ideiglenesen leváltották és helyére egy Szapilisz nevű hettita került, akit közvetlenül Hattuszilisz felügyelt.
Muvatallisz hátralévő éveiben II. Ramszesz néhány területet visszaszerzett, így Amurrút is (ahol visszahelyezte Bentesinát a trónra), sőt magát Kádes városát is, amely 120 év után először került egyiptomi fennhatóság alá.